# 肇兰新河
肇兰新河位于中国黑龙江省肇东市北部的一条人工开凿的河道，全长103.8公里，汇入松花江支流呼兰河。流域面积5210km2。其中青肯泡以上为2524km2，青肯泡以下为2686km2。

## 干流
黑龙江省的肇东、安达境内，大部为内流区域，沼泽、“水泡子”遍布。随着农业种植业的开发，排水河道随之兴建。1966年开凿的肇兰新河，起自青肯泡滞洪区泄洪闸，在肇东境内长70km，在下游呼兰境内23km，流经对青山镇、乐业乡，在呼兰镇分叉，一部分经肇兰新河主河道在庆丰桥下游汇入呼兰河，另一部分在庆丰桥下游称呼兰二道河，经哈罗公路（即国道222线）呼兰二道河桥下游1公里处汇入呼兰河。 
1983年大庆乙烯厂厂外明渠排污工程借用肇兰新河进行污水排放，经青肯泡污水库注入肇兰新河干流。乙烯年产量已由最初设计的30万吨扩建到120万吨。由于坚持厂内处理、循环利用、处理后排放，对肇兰新河水质影响得以改善。
其上游来水为北部引嫩总干渠、萨尔图分干渠，注入到大庆市和安达交界的红旗水库（又名红旗泡、东湖水库）。

## 支流
上游源自横跨肇东、安达的青肯泡。沿途汇入宣化排水渠、宋站排水渠、军马场排水渠、红庆排水渠、尚家排水渠、宝龙庄排水渠、肇东排水渠、靠山排水渠、石坚排水渠、姜家排水渠、第二截流沟、第三截流沟等。

## 环境影响
哈尔滨市环保局“监测数据表明，肇兰新河入境断面三年来均为劣五类，氨氮指标最高超标11倍，化学需氧量最高超标5.5倍。水质常年污染较重。”